# La Talaia (Bellprat)
La Talaia és una muntanya de 727,3 metres que es troba entre els municipis de Bellprat i Santa Maria de Miralles, a la comarca de l'Anoia.